# Rathaus Doberlug-Kirchhain

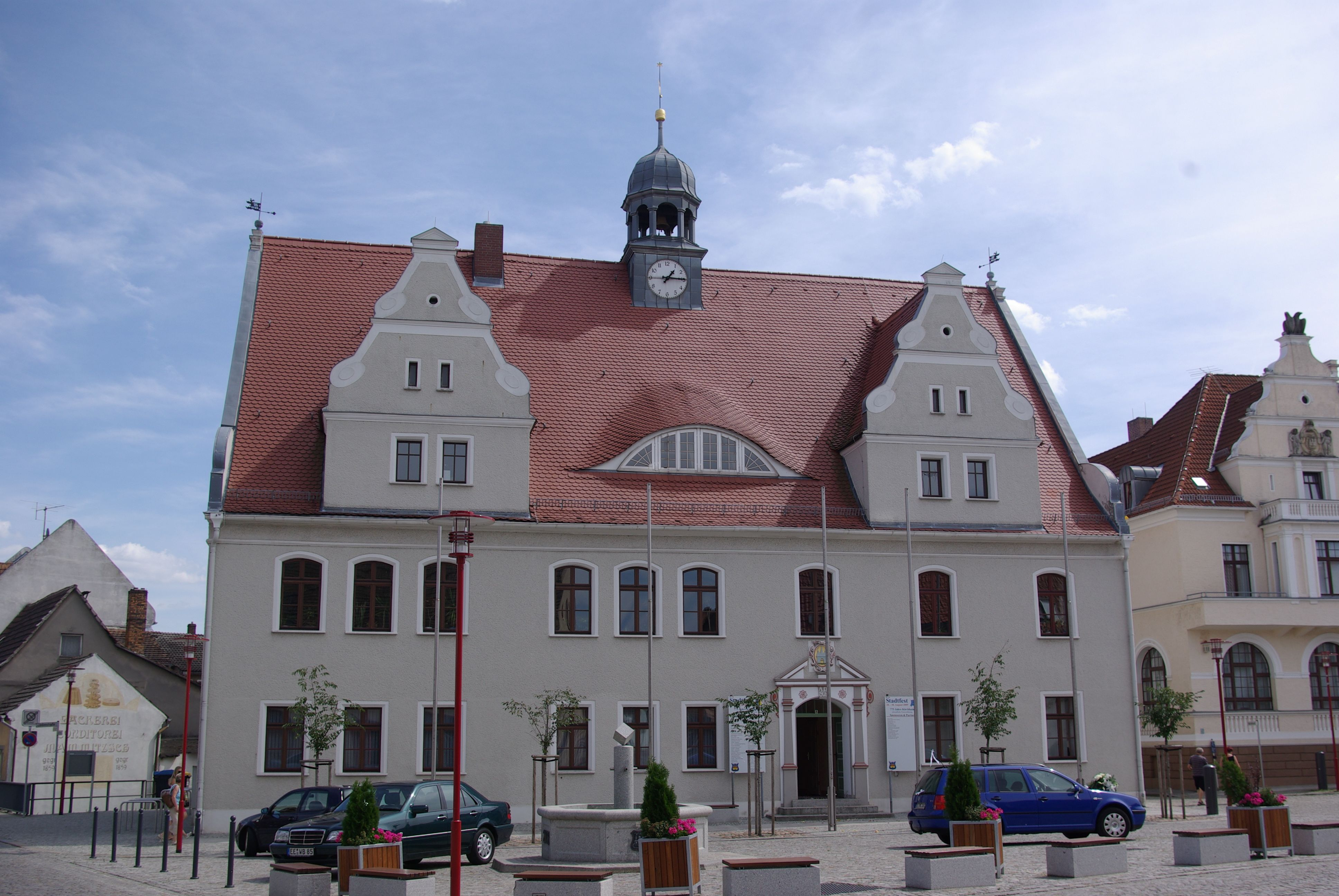
Das Doberlug-Kirchhainer Rathaus (2009)

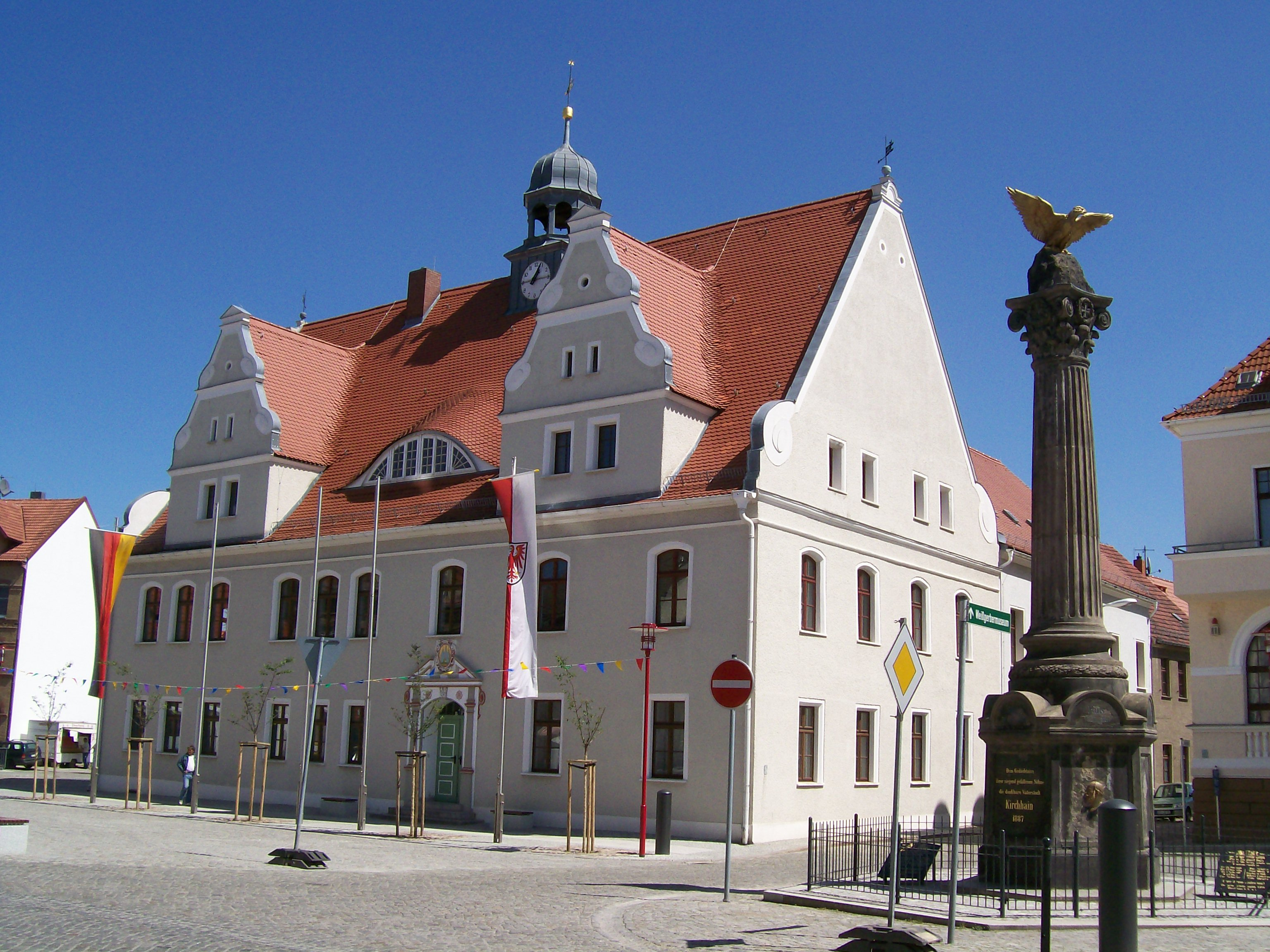
Das Doberlug-Kirchhainer Rathaus (2008)

Das historische Rathaus Doberlug-Kirchhain ist ein unter Denkmalschutz stehendes Gebäude in der Kleinstadt Doberlug-Kirchhain im südbrandenburgischen Landkreis Elbe-Elster. Hier ist es an der Adresse „Am Markt 8“ zu finden. Im örtlichen Denkmalverzeichnis ist es unter der Erfassungsnummer 09135082 verzeichnet.

## Baubeschreibung und Geschichte
Das Bauwerk war ursprünglich lediglich das Rathaus der Stadt Kirchhain, die 1950 mit Doberlug zur heutigen Stadt Doberlug-Kirchhain vereint wurde. Es ist ein zweigeschossiges Gebäude mit Satteldach und Volutengiebeln. Die Entstehung wird auf die Jahre 1680 bis 1682 datiert. Das alte Rathaus der Stadt Kirchhain, welche zwischen den Jahren 1434 und 1457 bereits das Stadtrecht erhielt, war zuvor einem Brand zum Opfer gefallen.
1905 fanden schließlich umfangreiche Umbauarbeiten nach Entwürfen des Architekten Karl Weber statt, wodurch es seine heute noch sichtbaren Spätrenaissanceformen bekam.

Ansichten des Rathauses
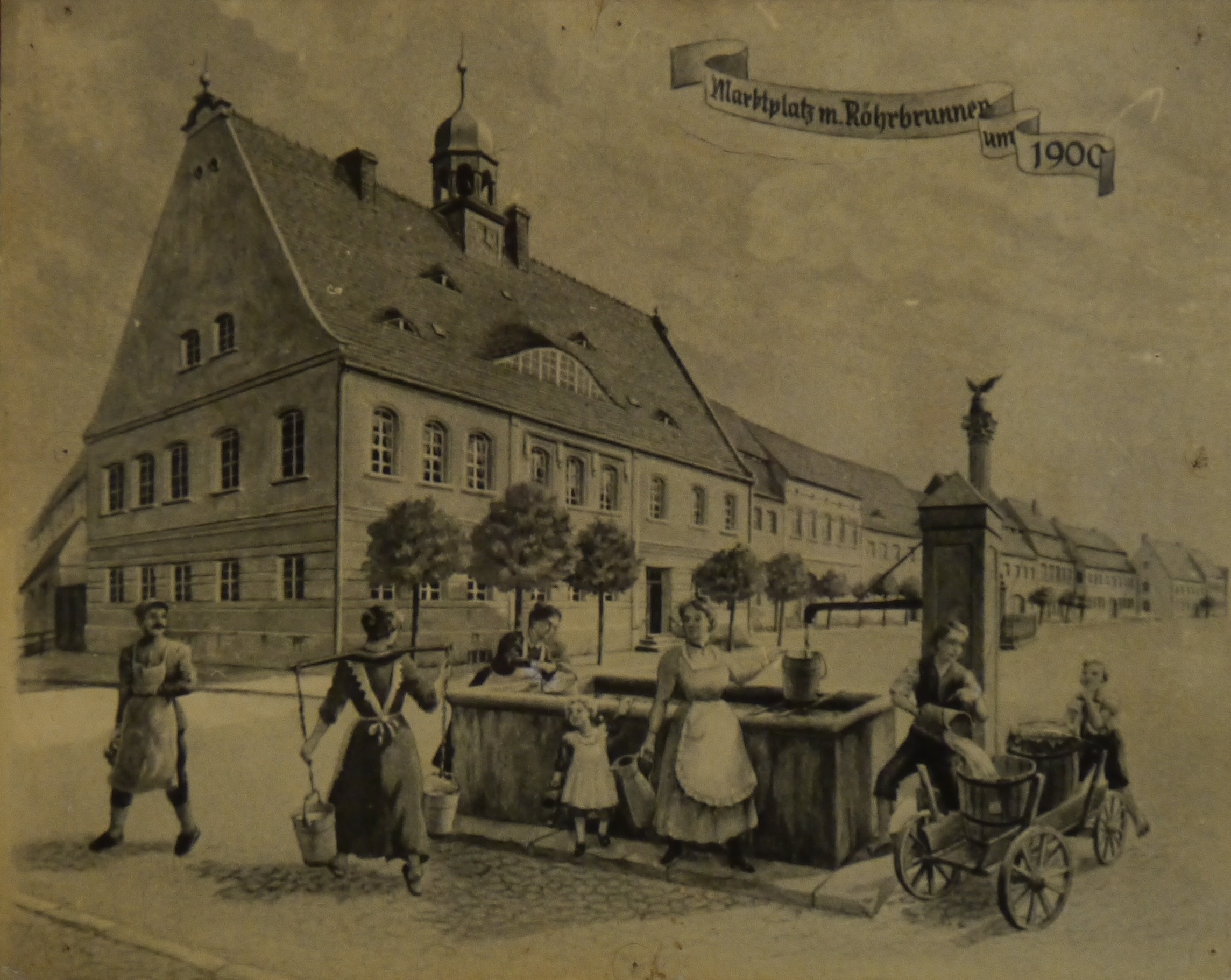
Das Kirchhainer Rathaus im Jahre 1905 mit dem städtischen Röhrbrunnen. Das Bild befindet sich im inneren des Rathauses als Wandbild.
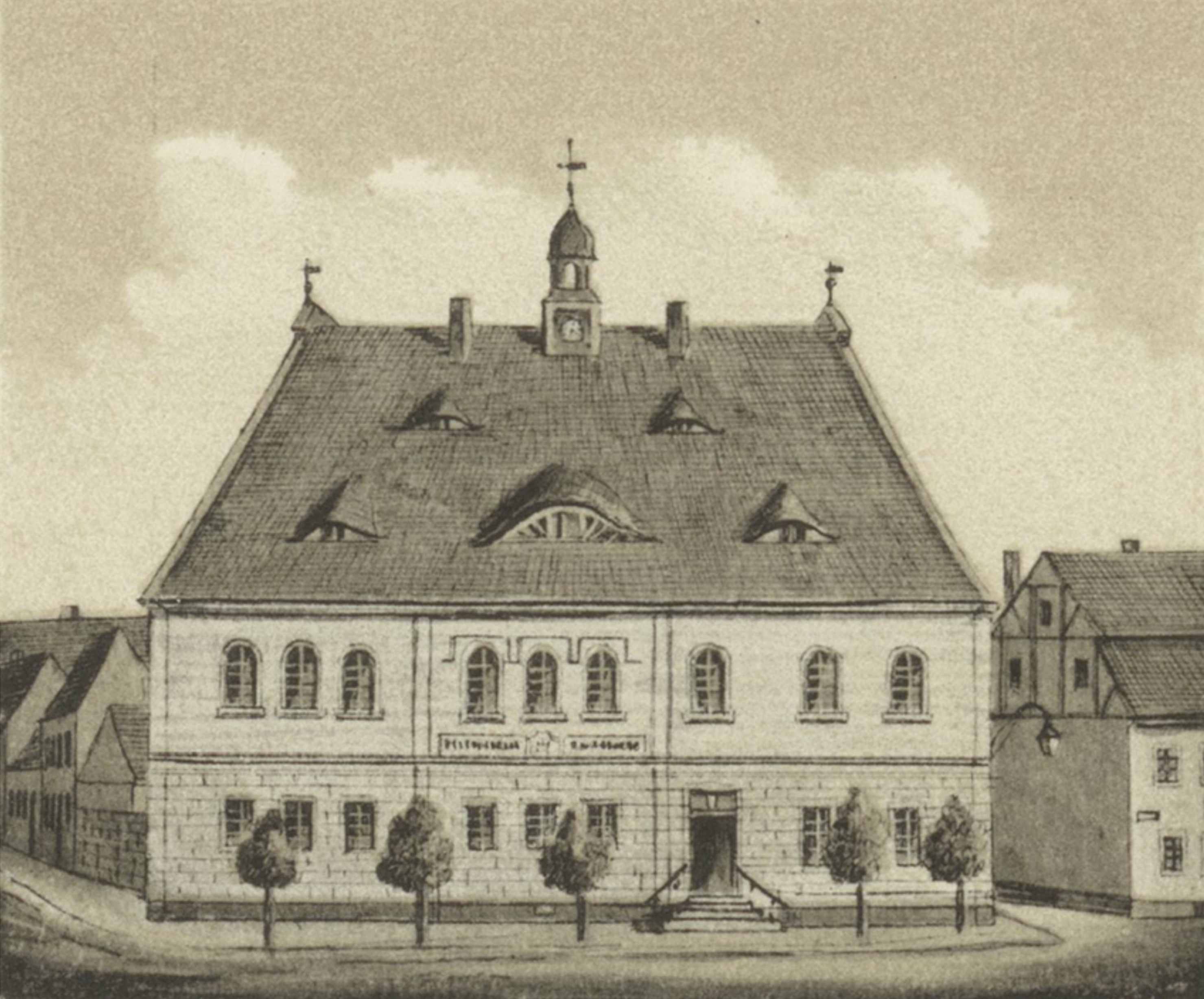
Das alte Kirchhainer Rathaus im Jahre 1891 auf einer Druckgrafik des Großenhainer Künstlers Ehregott Zschille.
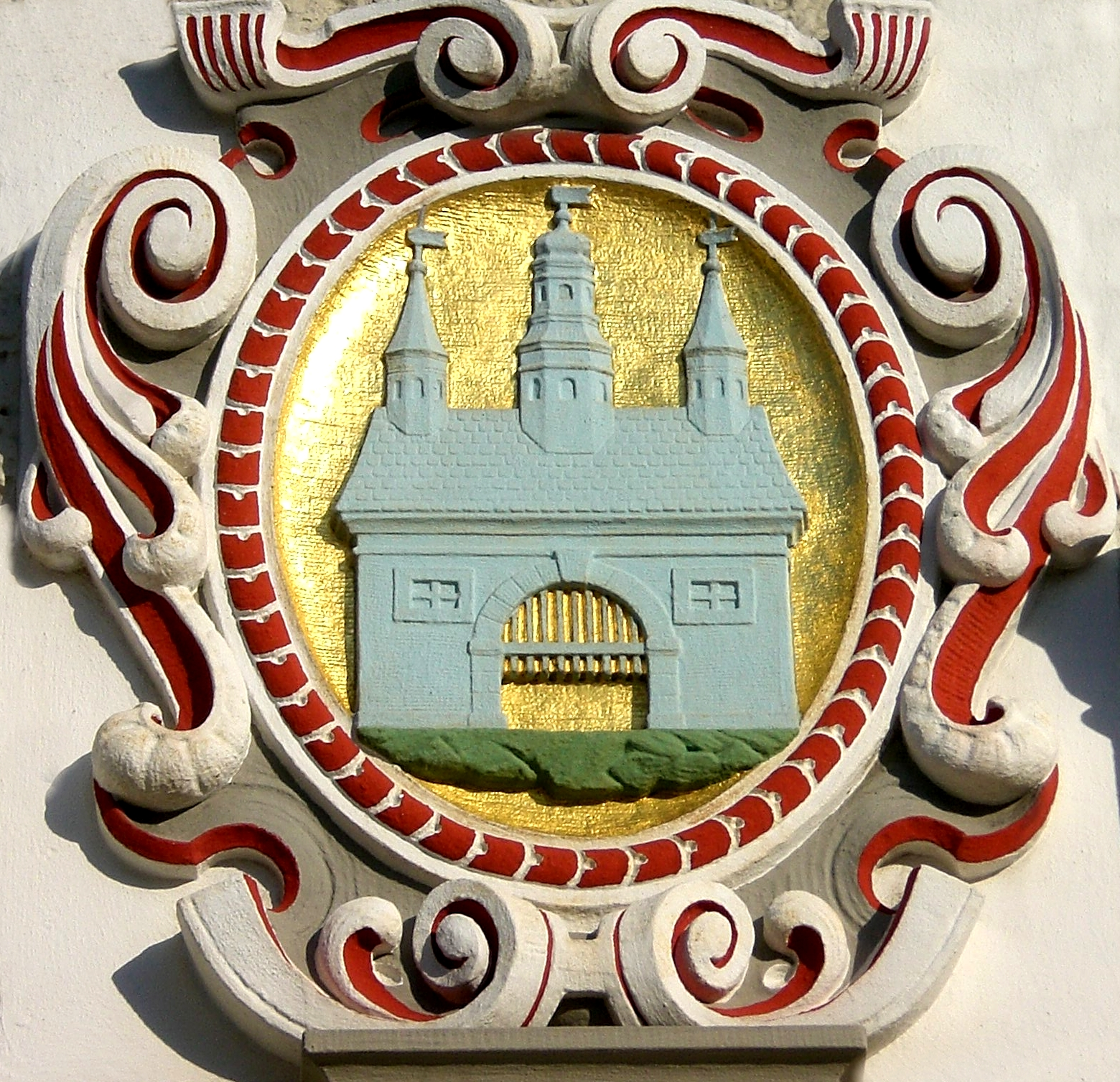
Detail des Hauptportals: Das Kirchhainer Wappen von 1905, welches die Stadtkirche Kirchhain zeigt (Foto von 2007).
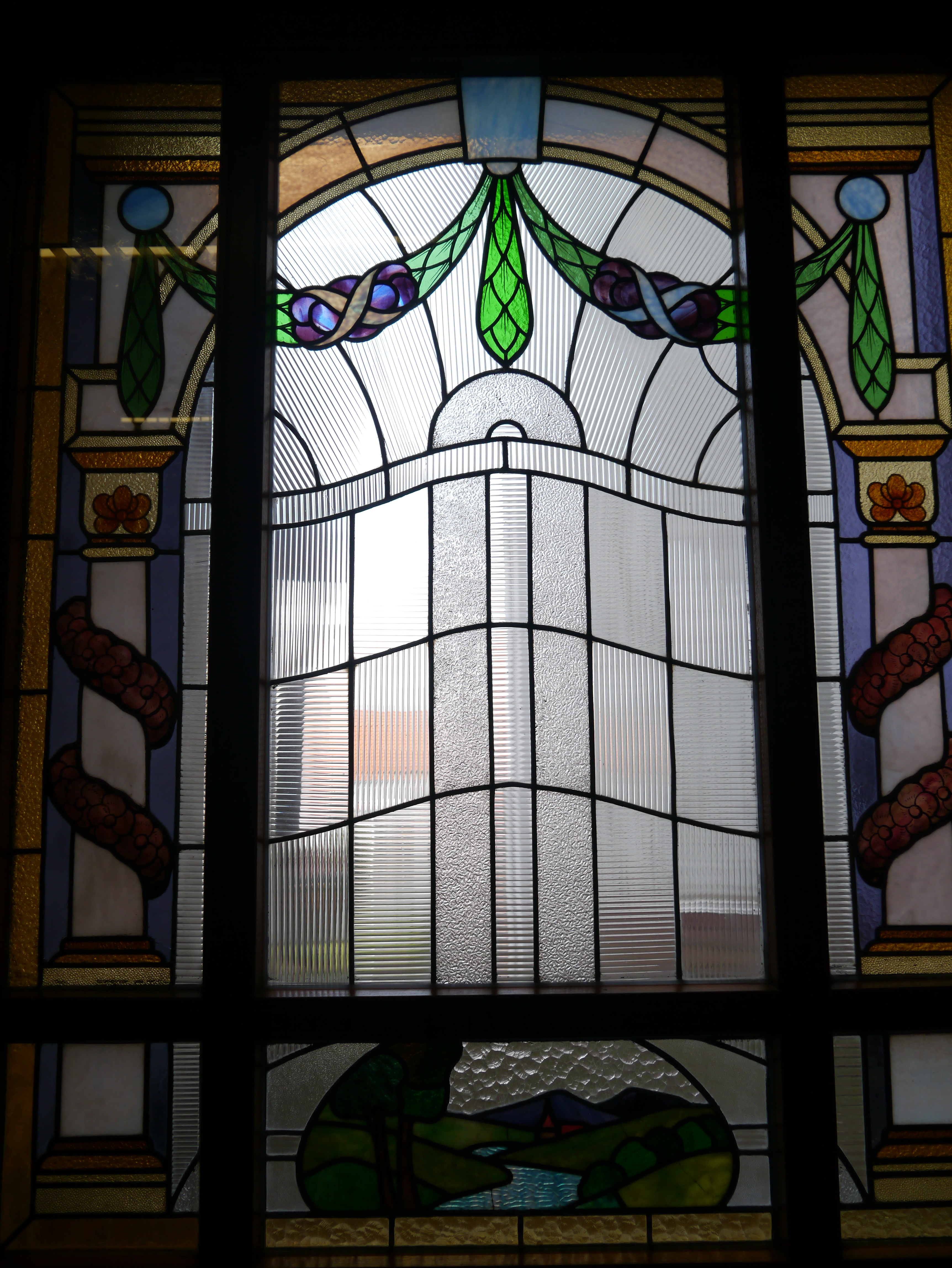
Bleiglasfensterdetail im Erdgeschoss des Rathauses aus dem Jahre 2015.